# John Armstrong, Jr.
John Armstrong, Jr. (Carlisle, 1758. november 25. – Red Hook, 1843. április 1.) az Amerikai Egyesült Államok szenátora (New York, 1800–1802 és 1803–1804).